# Theodor Ortvay
Theodor Ortvay (* 19. November 1843 in Csíklovabánya, Komitat Krassó, Banat; † 8. Juli 1916 in Budapest) war ein ungarischer römisch-katholischer Priester, Historiker und Publizist.

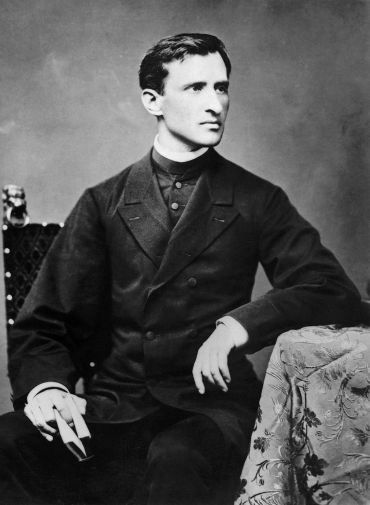
Theodor Ortvay (1843–1916)

## Leben

### Jugend und Studium
Theodor Ortvay (ursprünglich Theodor Orthmayr) entstammte einer deutschen Familie, die zur Zeit Maria Theresias im Banat angesiedelt wurde. Er war Sohn von Karl Orthmayr und dessen Ehefrau Emilia geb. Jendrássik. Sein Vater war als kaiserlich-königlicher Beamter für den Bergbau sowie den Erzabbau zuständig. Sohn Theodor, der sich als ungarischer Patriot fühlte, magyarisierte im Jahre 1875 seinen Namen von Theodor Orthmayr auf „Tivadar Ortvay“. Unter diesem Namen ist er auch in der Fachwelt und der Literatur bekannt geworden. Obzwar Ortvay sowohl Deutsch als auch Ungarisch perfekt beherrschte, erschien der größere Teil seiner zahlreichen Publikationen in ungarischer Sprache.
Ortvay besuchte in Temeschburg das Gymnasium, studierte dort auch Katholische Theologie und empfing nach Abschluss seines Theologiestudiums die Priesterweihe. Ab 1866 wirkte er an verschiedenen Orten als Hilfspriester sowie Gymnasiallehrer, bis er im Jahre 1873 Mitarbeiter des Ungarischen Nationalmuseums wurde. Im Jahre 1872 erwarb er seinen ersten Doktortitel (Buch- und Bibliothekswesen). Danach macht Ortvay eine steile wissenschaftliche Karriere. Im Jahre 1874 wurde er an der Budapester Universität zum Doktor der Philosophie promoviert. 1875 wurde Ortvay zum korrespondierenden und 1905 zum ordentlichen Mitglied der Ungarischen Akademie der Wissenschaften berufen. Er wird Mitherausgeber verschiedener historischer und archäologischer Zeitschriften.

### Preßburger Jahre
Mit Erlassen vom 6. und 27. Juni 1875 verlieh Kaiser Franz Joseph I. der Preßburger Rechtsakademie durch Angliederung eines philosophischen Lehrstuhls innerhalb der gesamten Monarchie ein größeres Gewicht. Ortvay zog nach Preßburg, da er am 12. Oktober 1875 vom Kaiser in die Position eines Professors für Geschichte an der Rechtsakademie eingesetzt wurde. Bereits im Schuljahr 1875/76 hielt er sechs Wochenstunden Vorlesungen für ungarische und allgemeine Geschichte an der Akademie. Neben dieser Position wurde Ortvay ab 1894 zum Direktor des – bei den Orden der Preßburger Ursulinerinnen angesiedelten – Institutes zur Ausbildung von Lehrerinnen („Lehrerinnenpräparandie“) ernannt. Über ein Jahrzehnt hindurch war er Geschichtslehrer der Töchter des in Preßburg lebenden Erzherzog Friedrich von Österreich-Teschen.
Hier in Preßburg verbrachte er den bedeutendsten und fruchtbarsten Teil seines Lebens. Durch seine hervorragenden Leistungen entwickelte er sich zum bedeutendsten Historiker der Stadt. Seine die Stadt Preßburg betreffenden historischen Arbeiten konnten bis in die Gegenwart hinein auch von zeitgenössischen Historikern nicht überboten werden. Die darauf folgenden zahlreichen Ehrenämter und Titel wurden fast zur Selbstverständlichkeit. Ortvay wurde zum Päpstlichen Kämmerer (1892) und Titularabt von Csanád und von St. Georgen (1900) ernannt. Auch die Stadt Preßburg überhäufte ihn mit Ehrenämtern, so wurde er u. a. zum Vizepräsidenten der Preßburger Archäologischen- und Historischen Gesellschaft gewählt. Im Jahre 1906 wurde ihm die Ehrenbürgerschaft der Stadt Preßburg erteilt.

### Ruhestand und Umzug nach Budapest
Im Jahre 1906 begab sich Ortvay in den Ruhestand. Nach über dreißig Jahren verließ er Preßburg und übersiedelte nach Budapest. Zuerst wohnte er in der Pesther Josephstadt und ab 1908 im Burgviertel von Buda. Am 25. Juni 1916 erlitt Ortvay einen Schlaganfall, an dessen Folgen er am 8. Juli 1916 starb. Seinem Wunsche entsprechend wurden seine sterblichen Überreste nach Preßburg überführt, wo er am 11. Juli 1916 auf dem Andreas-Friedhof an der Seite seiner Mutter beigesetzt wurde. Die Stadt Preßburg bereitete ihm ein würdiges Begräbnis. An der Trauerzeremonie nahmen zahlreiche prominente Gäste unter Leitung des Bürgermeisters Theodor Brolly teil. Die Preßburger Zeitung berichtete ausführlich über die Trauerfeierlichkeiten.
In den 1970er Jahren wurde ein breiter Streifen auf der Ostseite des Andreas-Friedhofs (im Bereich der ehemaligen Zsigmondgasse) wegen einer angeblicher Verbreiterung der Straße vom demselben abgetrennt. In diesem Bereich befanden sich an der Friedhofsmauer vor allem die Grüfte und Gräber vieler bedeutender Persönlichkeiten des historischen Preßburgs, die somit der Nachwelt verloren gingen. Das volksdemokratische Regime in der Tschechoslowakei hatte kein Interesse die alten historischen überwiegend deutschen Gräber zu erhalten. Das Schicksal der Zerstörung ereilte auch die Gruft von Theodor Ortvay. Das Grab wurde aufgelöst, die sterblichen Überreste wurden von den damaligen kommunistischen Machthabern exhumiert und namenlos in einem Massengrab verscharrt. Ortvays Grabstein blieb erhalten und wurde erst nach der Samtenen Revolution im Friedhof (jedoch ohne Grab) als Gedenkstein wieder aufgestellt.

## Literarisches Werk
Ortvays historische, aber auch archäologische Themen sind vielseitig. Die in der Preßburger Druckerei Eder im Jahre 1906 erschienene Bibliographie seines umfangreichen Werkes umfasst 261 Titel. Mit kirchenhistorischen Themen befasste er sich ebenso intensiv wie z. B. mit naturgeschichtlichen. So erschien im Jahre 1891 in Budapest sein in ungarischer Sprache abgefasstes bedeutendes zweibändiges Werk Magyarország egyházi földleírása a XIV. század elején [dt. „Die kirchliche Geographie Ungarns zu Anfang des XIV. Jahrhunderts“].
Zwischen 1878 und 1883 beschäftigte sich Ortvay mit der historischen Hydrographie Ungarns; in Temeschburg erschien 1882 sein Buch Magyarország régi vizrajza a XIII. század végeig [dt. „Die alte Hydrographie Ungarns bis zum Ende des XIII. Jahrhunderts“]. Seine Erkenntnisse über die Donauinseln veröffentlichte er in dem Buch A magyarországi Duna-szigetek [dt. „Die ungarischen Donauinseln“], Temeschburg, 2 Folgen, 1878 und 1880. In den Jahren 1881 und 1883 erschienen seine beiden deutsch geschriebenen Arbeiten Die Donau und Lanfranconi's Werk über ihre Regulirung (1881) sowie Zur Frage der Wasserabnahme in Ungarn. Eine hydrohistorische Studie, Preßburg 1883 (erschienen als Sonderdruck der Preßburger Zeitung). Außerdem arbeitete er an den mannigfaltigsten Themen zur Geschichte Ungarns; seine unzähligen Beiträge und Monographien wurden in den führenden Zeitschriften und Fachperiodika Altungarns regelmäßig abgedruckt.
Zur Erforschung der Historie der Stadt Preßburg leistete er Bahnbrechendes. Zweifellos war Ortvay der renommierteste Publizist der Preßburger Geschichte im ausgehenden 19. Jahrhundert. Es erschienen unzählige Artikel von ihm, u. a. auch in der Preßburger Zeitung. Die Schwerpunkte seiner wissenschaftlichen Arbeiten bildeten jedoch nicht nur Themen, die sich mit der Geschichte beschäftigen, nicht nur Preßburgs, sondern auch Altungarns vor dem Ersten Weltkrieg. Zur Geschichte Preßburgs hat er mit folgenden vier bahnbrechenden Arbeiten beigetragen:
- Im Jahre 1884 wurde er vom Lehrkörper der Preßburger Rechtsakademie, wo er als Professor wirkt, mit der Abfassung einer Jubiläumsschrift zum 100-jährigen Bestehen des Institutes beauftragt. Das Werk erschien im Jahre 1884 in Budapest unter den Titel: Száz év egyhazai főiskola életéből. A pozsonyi kir. akadémiának 1784-től 1884-ig való fennállása alkalmából. [dt. „Hundert Jahre aus dem Leben einer Hochschule der Heimat. Zum Centenarium der Königlich-Ungarischen Rechtsakademie zu Preßburg 1784-1884“].
- Zwischen 1892 und 1900 schrieb Ortvay sein bedeutendstes Werk, und zwar in ungarischer Sprache: Pozsony város története. Hierbei handelt es sich um eine in vier Teile gegliederte Monographie, die im Laufe der Jahre in sieben Bänden erschien (der zweite Band alleine besteht aus vier Einzelbänden). Den Anlass für die Herausgabe dieses umfangreichen Werkes bildete das 50-jährige Jubiläum des Bestehens der Preßburger Ersten Sparcassa (gegründet 1842), welche das Vorhaben auch finanziell großzügig unterstützte. Ortvay schuf mit diesem Werk die erste zusammenhängende und systematisch bearbeitete Geschichte Preßburgs, die bis in die heutige Zeit hinein von keinem Historiker überboten werden konnte. Sie endet mit dem Jahr 1526 mit der Schlacht bei Mohács. Die letzten vierhundert Jahre – also die Regierungszeit der Habsburger – wird nicht mehr behandelt. Im Nachlass Ortvays fanden sich zahlreiche handgeschriebene Skizzen, die als Arbeitsmaterial für weitere Bände dienen sollten. Einen ganzen Band wollte er den Glaubenskriegen und der Gegenreformation widmen, aber es kam leider nicht dazu. Die deutsche Übersetzung des Werkes besorgten drei Übersetzer. Der erste Band wurde von dem bedeutenden und hoch gebildeten Archivar der Stadt Preßburg, Johann Nepomuk Batka d. J. übersetzt. Die Bände 2/1, bis 2/4 und Band drei übersetzte der Rektor des Preßburger Evangelischen Lyzeums, Wilhelm Michaelis, und Band 4/1 wurde vom damaligen Stadtbibliothekar Emil Kumlik ins Deutsche übersetzt. In deutscher Übersetzung erschien das Werk zwischen 1892 und 1912 unter dem Titel Geschichte der Stadt Preßburg. Das Werk ist in der k. u. k. Hofbuchhandlung Carl Stampfen, Eder & Comp. in Preßburg gedruckt worden.
- Im Jahre 1902 wurde Ortvay von der Stadt Preßburg beauftragt, aus Anlass der am 7. September eröffneten Zweiten Nationalen Landwirtschaftsausstellung in Preßburg eine Publikation über die Tierwelt des Preßburger Komitates zu erstellen. Das Buch erschien in Preßburg unter dem ungarischen Titel Pozsonyvármegye és a területén fekvő Pozsony, Nagyszombat, Bazin, Modor s Szentgyörgy városok állatvilága. Állatrajzi és állatgazdaságtörténeti monographia [dt. „Die Tierwelt der im Preßburger Komitate liegenden Städte Preßburg, Tyrnau, Bösing, Modern und St. Georgen. Eine Monographie der Tierwelt und historischen Tierzucht“].
- Im Jahre 1905 erschien bei Wigand Ortvays sehr aufschlussreiches Buch über Preßburgs Straßen und Plätze unter dem ungarischen Titel Pozsony város utcái és terei [dt. „Preßburger Straßen und Plätze“], Wigand Könyvnyomdája, Pozsony 1905. Dieses Buch, welches über Preßburgs Topographie im beginnenden 20. Jahrhundert erschöpfend Auskunft gibt, ist bisher nicht ins Deutsche übersetzt worden. Das Werk wurde im Jahre 1991 – aus Anlass des 700-jährigen Stadtjubiläums Preßburgs – in Budapest bei dem Verlag Püski-Regio Kiadó als Reprintausgabe nochmals herausgegeben. Einige Kapitel wurden zu Beginn dieses Jahrhunderts ins Slowakische übersetzt und erschien im Verlag von Albert Marenčin in mehreren Bänden in Preßburg.[7]